# Rudolf Jalakas
Rudolf Jalakas, född 29 september 1914 i Haimre i Raplamaa, guvernementet Estland, död 27 mars 1997, var en svensk ekonom, expert på konjunkturbedömning. Han gifte sig 1941 med Eugenie Tsemarin.
Han tog ekonomie kandidatexamen 1939 vid Tartu universitet och arbetade där som assistent 1939-1943. Efter överflyttning till Sverige var han 1944–1946 assistent vid Handelshögskolan i Stockholm och Stockholms högskola. 1946 blev han anställd vid Svenska Handelsbanken i Stockholm som ekonomisekreterare, avancerade 1955 till kamrer, 1958 till direktörsassistent, 1960 till biträdande direktör, från 1963 på olika högre poster och från 1975 var han bankens chefsekonom. Efter pensioneringen var han 1984–1985 rådgivare åt Lesothos premiärminister Leabua Jonathan och från 1991 styrelseledamot av Eesti Pank, den estniska centralbanken.
Uppsala universitet utsåg honom 1983 till ekonomie hedersdoktor. Som hobbies har fjällvandringar, skidåkning och tennis nämnts.